# Monstera luteynii
Monstera luteynii Madison – gatunek wieloletnich, wiecznie zielonych pnączy z rodziny obrazkowatych, pochodzący z Kostaryki, zasiedlający lasy deszczowe strefy równikowej.